# Derrek Dickey
Derrek Dickey (ur. 20 marca 1951 w Cincinnati, zm. 25 czerwca 2002 w Sacramento) – amerykański koszykarz występujący na pozycji niskiego skrzydłowego, mistrz NBA z 1975. Po zakończeniu kariery zawodniczej komentator spotkań Uniwersytetu w Cincinnati, Sacramento Kings oraz Chicago Bulls w stacji ESPN.
W 1975 ustanowił rekord finałów NBA, trafiając 73,9% rzutów z gry.
Zmarł na zawał serca.

## Osiągnięcia
NCAA
- MVP zespołu (1972)[1]
- miejsce w Galerii Sław Sportu Uniwersytetu w Cincinnati (University of Cincinnati Athletic Hall of Fame) (1988)[2]

NBA
- Mistrz NBA (1975)[3]